# Matoller muntanyenc
El matoller muntanyenc (Bradypterus centralis) és una espècie d'ocell de la família dels locustèl·lids (Locustellidae). Es troba a diversos països de l'Àfrica equatorial: Benin, Nigèria, Togo, Camerun, Txad, República Democràtica del Congo, Burundi, Etiòpia, Sudan del Sud, Kenya, Ruanda, Tanzània i Uganda. Habita les zones humides. El seu estat de conservació es considera de risc mínim.